# Pirate Gong
Pirate Gong est une radio privée régionale de Bavière.

## Histoire
La radio s'appelle initialement Pirate Radio. Le programme jusqu'en 2007 est la musique des cinq dernières années dans les genres house, hip-Hop, techno et trance ainsi que des remixes pour les clubs.
En 2007, le programme change : en journée, on entend de la musique black, hip-hop et dance puis dans la nuit, les musiques de l'ancien programme.
Le 26 avril 2011, Pirate Radio est rebaptisé Pirate Gong et diffuse désormais du rock plutôt indépendant.

### Source de la traduction
- (de) Cet article est partiellement ou en totalité issu de l’article de Wikipédia en allemand intitulé « Pirate Gong » (voir la liste des auteurs).